# Isla, Mureș
Isla este un sat în comuna Hodoșa din județul Mureș, Transilvania, România. Se află în partea centrală a județului, în Podișul Târnavelor. La recensământul din 2002 avea o populație de 349 locuitori.

## Monumente
Biserica unitariană din localitate datează din secolul al XVII-lea și este monument istoric (cod:MS-II-m-A-15706).

## Imagini

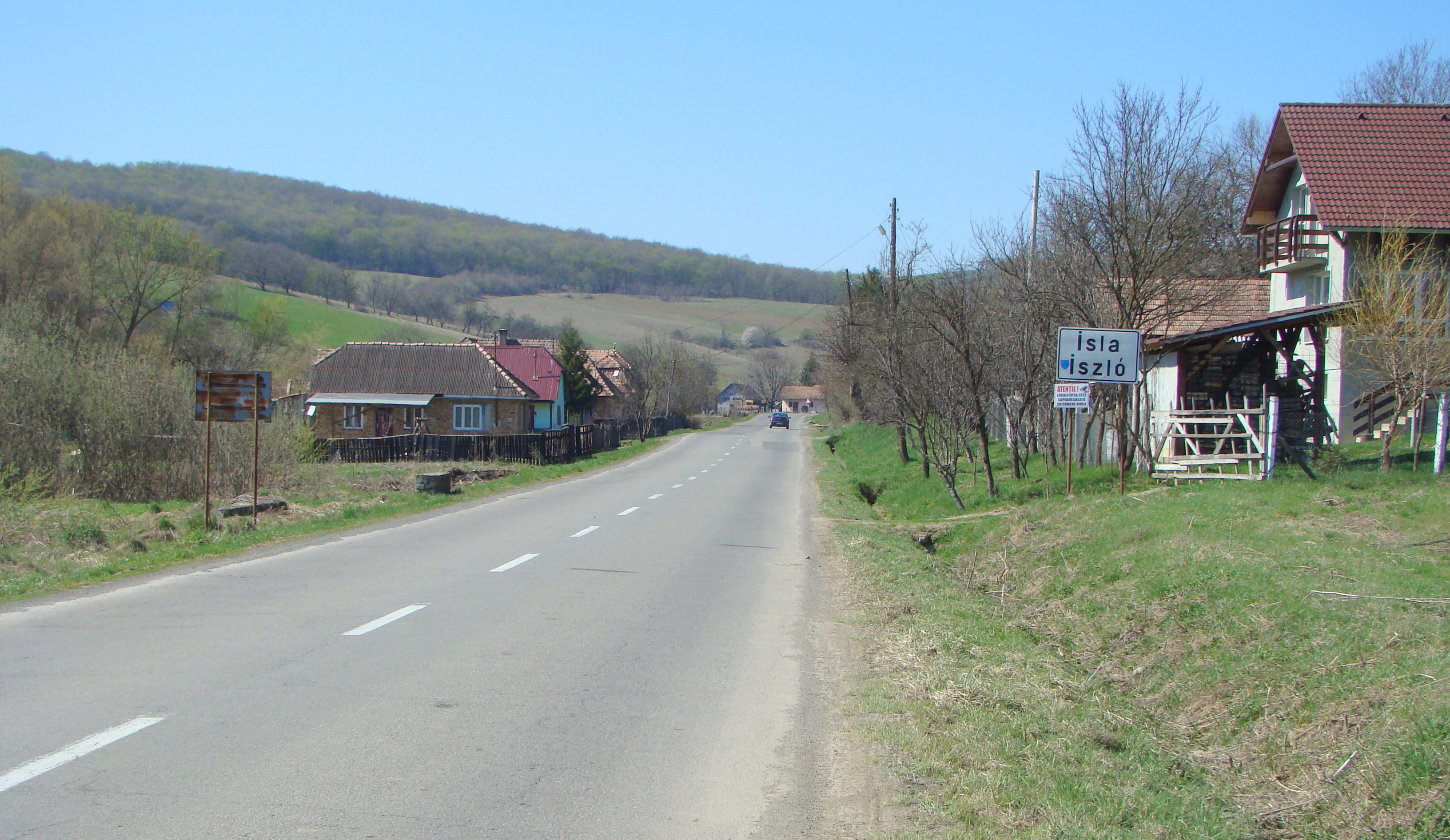
Intrarea în localitate
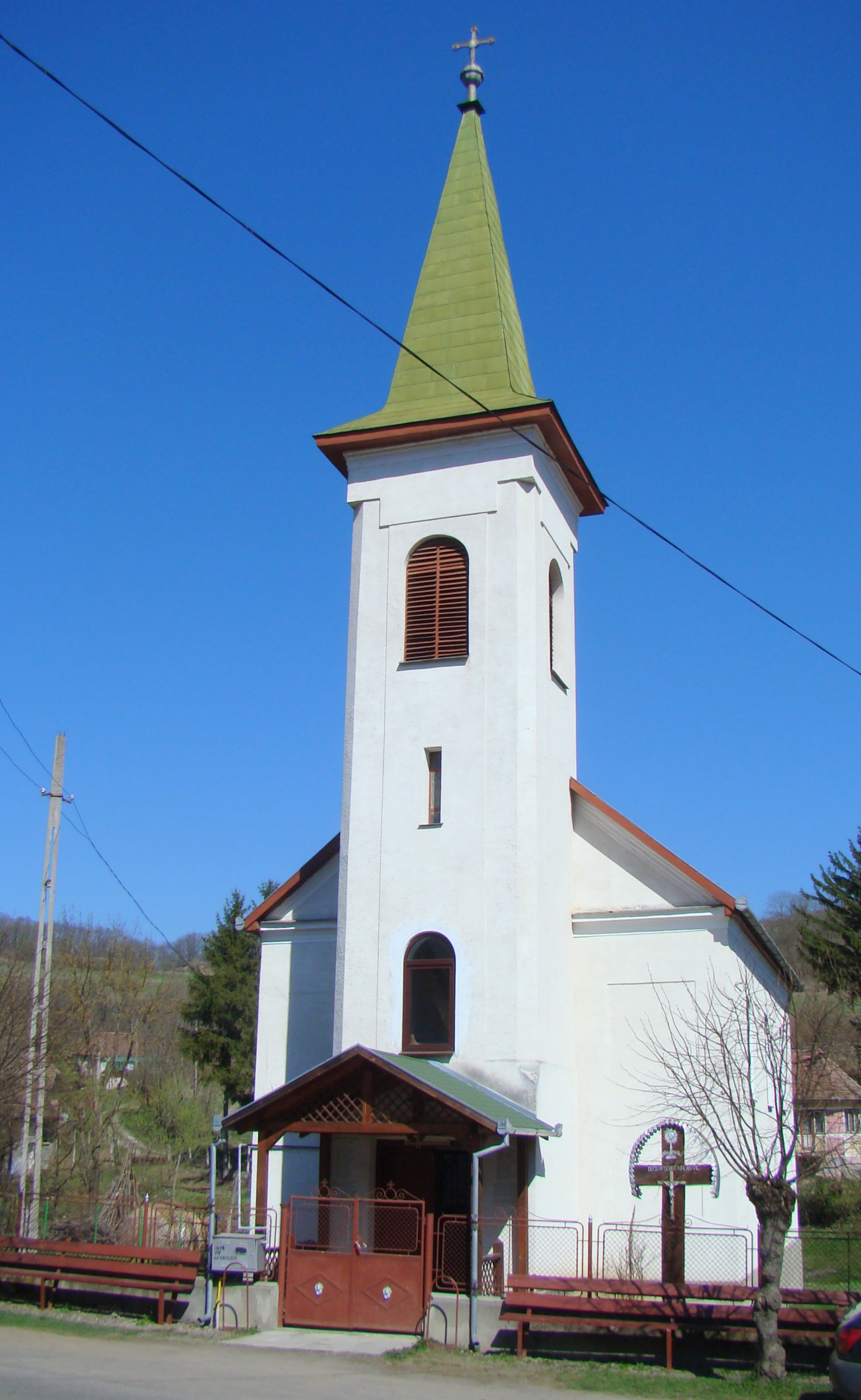
Biserica romano-catolică
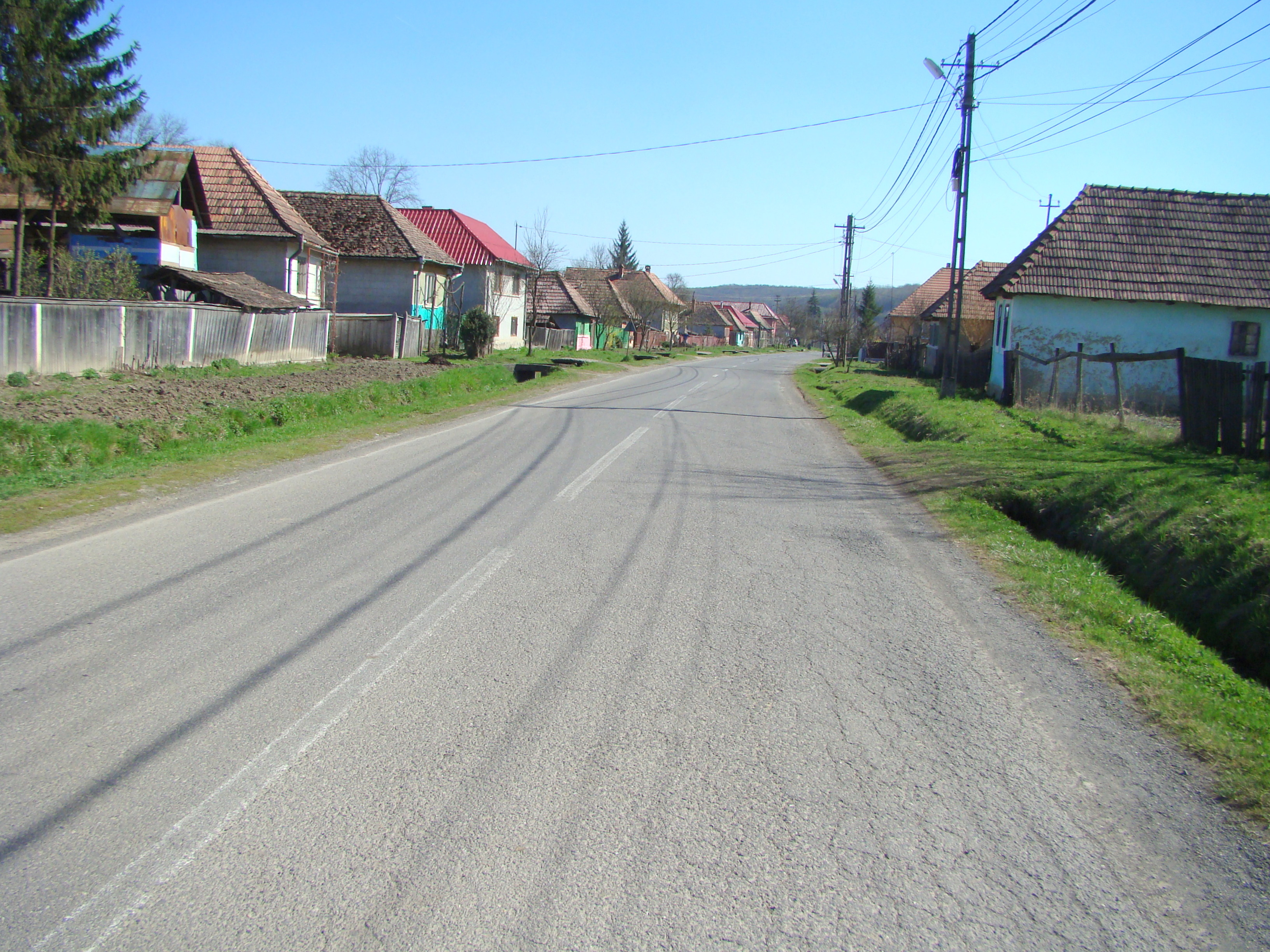
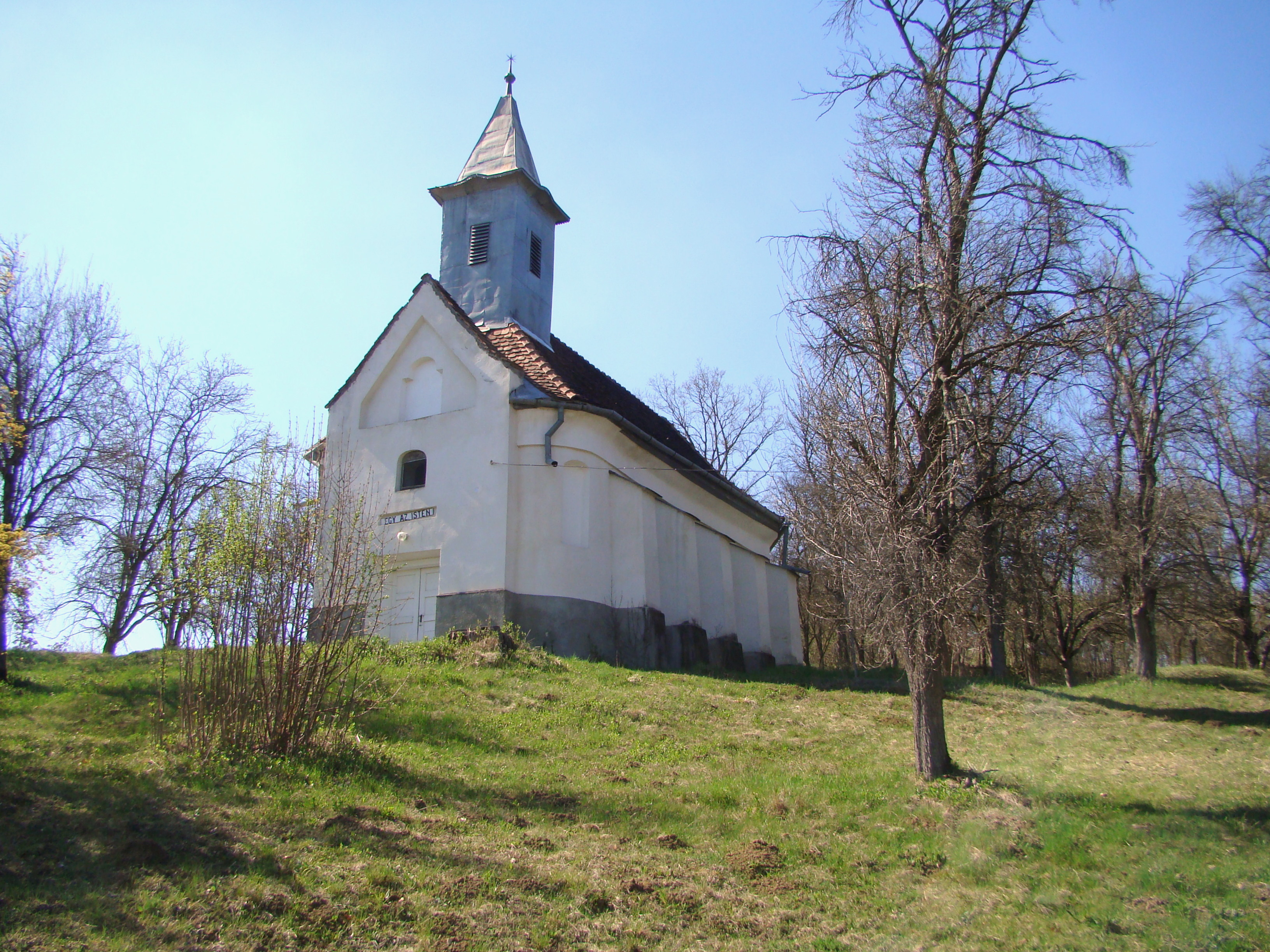
Biserica unitariană (monument istoric)